# Nideggen
Nideggen – miasto w Niemczech, położone w kraju związkowym Nadrenia Północna-Westfalia, w rejencji Kolonia, w powiecie Düren. W 2010 roku liczyło 10 625 mieszkańców. 
W mieście znajduje się zamek Nideggen, wzniesiony w XII w., rozbudowany w XIV w., dawna siedziba hrabiów i książąt Jülich. Od XVI w. chylący się w ruinę, częściowo odbudowany w XX w..

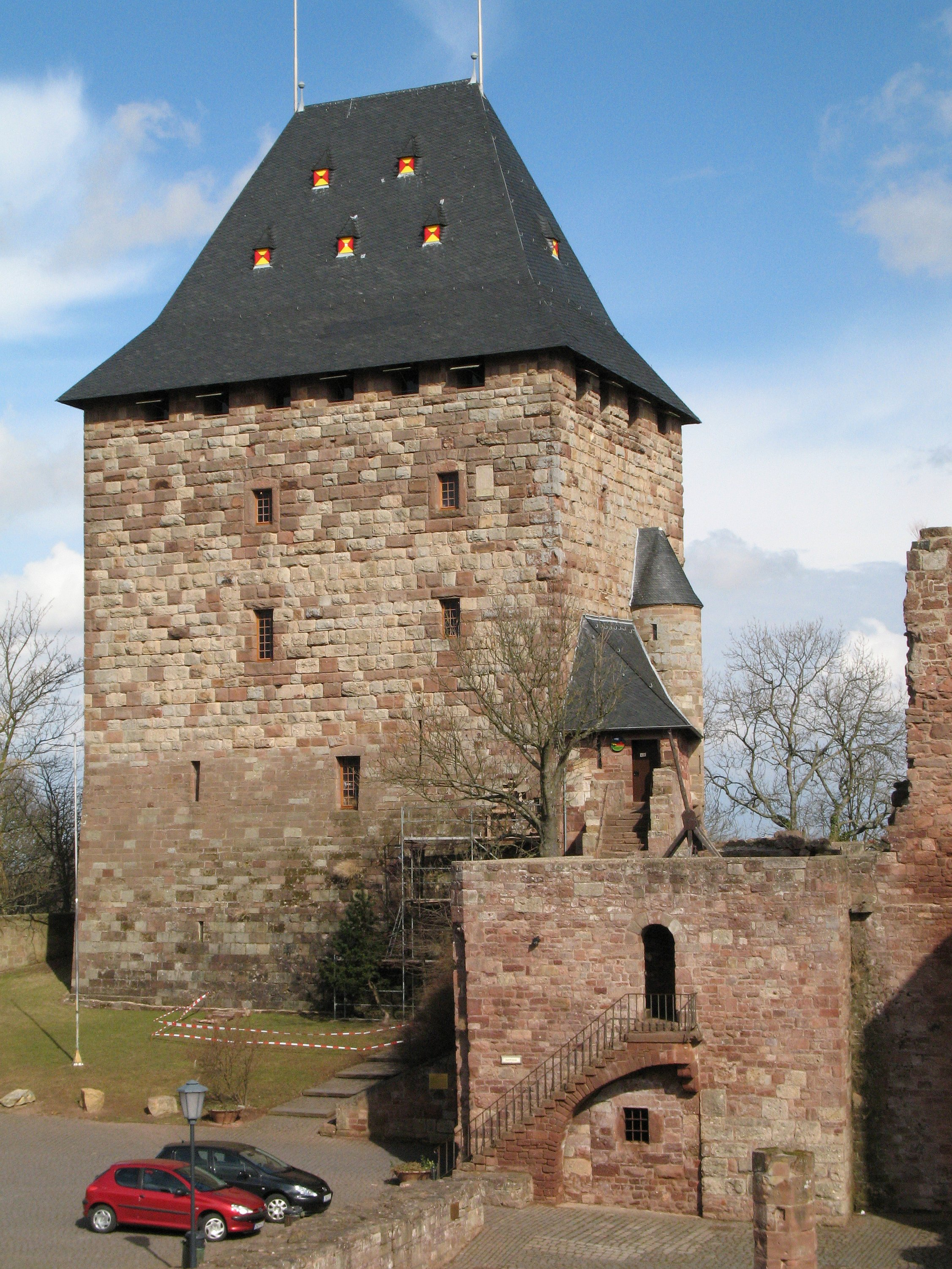
Zamek w Nideggen